# Ирина Ласкарина
Ирина Ласкарина (греч. Ειρήνη Λασκαρίνα; ок. 1200—1239) — старшая дочь никейского императора Феодора I Ласкариса и Анны Ангелины, жена императора Иоанна III Дуки Ватаца.

## Биография
Первым мужем Ирины был Андроник Палеолог, военачальник на службе её отца. Свадьба состоялась в 1211 году, сразу же после бракосочетания Андронику был пожалован титул деспота. Это был последний случай в истории, когда зятю императора давали этот титул, и тем самым право на наследование престола. В том же году Андроник при защите города Лентианы был взят в плен латинянами, но вскоре отпущен. В 1212 году он умер, по словам Георгия Акрополита, «от любовных излишеств».
В 1212 или 1213 году Ирина была выдана за протовестиарита Иоанна Дуку Ватаца, который стал императором в декабре 1221, после смерти тестя. В 1221 году родила сына, будущего императора Феодора II Ласкариса. Это был единственный ребенок Ирины, так как во время одной из охот императрица упала с лошади, и больше не могла иметь детей.
По словам Акрополита, императрица, «имевшая характер мужественный и обращавшаяся со всеми по-царски», пользовалась большим влиянием на супруга, и после заговора Нестонгов убедила Ватаца покончить со свободным стилем жизни военного вождя, и обзавестись положенным императору штатом постоянных телохранителей.
Акрополит характеризует Ирину, как «женщину мудрую, умевшую управлять и обнаружившую истинно царское величие». Он добавляет, что царица «любила научные беседы и с удовольствием слушала ученых людей, которых чрезвычайно уважала», и рассказывает, что она просила его дать объяснение природе солнечного затмения (вероятно, произошедшего 3 июня 1329).
Во второй половине 1239 года Ирина умерла, постригшись перед смертью в монахини под именем Евдокии.

## Комментарии
1. ↑  Возможно, брат Алексея Палеолога, деда по матери императора Михаила VIII (Жаворонков, с. 189)
2. ↑  Протовестиарит в поздневизантийское время занимал 20-е место в иерархии чинов. Его обязанностью было руководство церемонией приемов вместе с великим этериархом. Нередко ему поручали командовать военными отрядами (Жаворонков, с. 190)
3. ↑  Царице Ирине, после того, как она родила сына Феодора, случилось упасть с лошади и долго быть тащимой ею по полю. Это произошло, когда она только выехала с царем и супругом посмотреть на охоту. Повредив себе при этом матку, она больше уже не могла рожать (Никифор Григора. II. 7)
4. ↑  Дата предполагается на основании рассказа Георгия Акрополита о солнечном затмении (Жаворонков, с. 222)